# Numb/Encore
Numb/Encore è un singolo del rapper statunitense Jay-Z e del gruppo musicale statunitense Linkin Park, pubblicato il 30 novembre 2004 come secondo estratto dall'EP Collision Course.

## Descrizione
Quarta traccia di Collision Course, il brano è un mash-up tra Numb dei Linkin Park (dall'album Meteora) ed Encore di Jay-Z (dall'album The Black Album).

## Video musicale
Il videoclip, diretto da Joe DeMaio e da Kimo Proudfoot, mostra spezzoni dal vivo del brano (ripreso in occasione del concerto al Roxy Theatre del 18 luglio 2004) che si alternano alle prove in studio dei Linkin Park con Jay-Z. Il video ricevette una candidatura agli MTV VMA Viewer's Choice Awards verso la fine di luglio 2005.

## Tracce
Testi e musiche dei Linkin Park, Shawn Carter e Kanye West.
CD promozionale (Europa, Spagna, Svezia)
1. Numb/Encore (Explicit) – 3:27
2. Numb/Encore (Radio Edit) – 3:26 – assente nell'edizione spagnola

CD singolo (Australia, Europa)
1. Numb/Encore (Explicit) – 3:27
2. Numb/Encore (Instrumental) – 3:26

Download digitale – 1ª versione
1. Numb/Encore (Explicit) – 3:25
2. Numb/Encore (Clean) – 3:25

12" (Stati Uniti), 12" promozionale (Regno Unito, Stati Uniti), download digitale – 2ª versione
1. Numb/Encore – 3:25
2. Numb/Encore (Clean Version) – 3:25
3. Numb/Encore (Instrumental) – 3:27
4. Numb/Encore (A Cappella) – 3:19
5. Numb/Encore (Clean A Cappella) – 3:19
6. Numb/Encore (Bonus Beat) – 1:42

## Formazione
Hanno partecipato alle registrazioni, secondo le note di copertina di Collision Course:
- Jay-Z – voce
- Linkin Park
  - Chester Bennington – voce
  - Rob Bourdon – batteria
  - Brad Delson – chitarra, arrangiamento
  - Joseph Hahn – giradischi, campionatore
  - Phoenix – basso
  - Mike Shinoda – voce, beat, pianoforte, arrangiamento

Produzione
- Mike Shinoda – produzione, missaggio, ingegneria del suono
- John Ewing – ingegneria del suono
- Mark Kiczula – ingegneria del suono
- Brian "Big Bass" Gardner – mastering

## Successo commerciale
Nella classifica britannica dei singoli, Numb/Encore divenne uno dei brani più longevi nella Top 20 nonostante non abbia mai raggiunto le prime dieci posizioni.
Numb/Encore divenne noto per aver vinto un Grammy Award alla miglior collaborazione con un artista rap ai Grammy Awards 2006, evento nel quale i Linkin Park e Jay-Z eseguirono il brano duettando a sorpresa con Paul McCartney, con il quale hanno eseguito una parte del brano Yesterday dei Beatles.
Il brano è inoltre apparso nella scena iniziale del film Miami Vice e nei trailer di quest'ultimo, senza essere tuttavia inclusa nella relativa colonna sonora. Nel 2009 Will Smith ha utilizzato la parte strumentale del brano per un mash-up intitolato Mash-Up Your Bootz Party Vol. 17. Il nome della canzone è Encore Party.

## Classifiche
| Classifica (2004-17)             | Posizione massima |
| -------------------------------- | ----------------- |
| Australia                        | 3                 |
| Austria                          | 3                 |
| Belgio (Fiandre)                 | 7                 |
| Belgio (Vallonia)                | 4                 |
| Danimarca                        | 6                 |
| Europa                           | 1                 |
| Francia                          | 5                 |
| Germania                         | 4                 |
| Irlanda                          | 1                 |
| Norvegia                         | 2                 |
| Paesi Bassi                      | 5                 |
| Regno Unito                      | 14                |
| Regno Unito (hip hop and R&B)    | 1                 |
| Spagna                           | 36                |
| Stati Uniti                      | 20                |
| Stati Uniti (R&B/hip-hop)        | 94                |
| Stati Uniti (rock & alternative) | 17                |
| Svezia                           | 5                 |
| Svizzera                         | 10                |